# Сіряк
Сіря́к — український народний чоловічий та жіночий верхній плечовий одяг до стану, який носився зверху по сорочці.
Покрій сіряка та опанчі майже однаковий. Сіряк шиється з невеликим стоячим комірцем, приталений з 3-4 зборами збоків та кишенями-клапанами. Різниця між опончею і сіряком полягає у тому, що опонча шиється довшою та ширшою, на плечах має виложку, а на грудях виложки з кольорового сукна і має кращу окантовку. Сіряки носили також і жінки, а опончу носили лише парубки та заможні або старші чоловіки.
На Поділлі сіряки були прикрашені червоними шнурками.
На Полтавщині сіряком (інші назви серм'яга, семиряга, семеряга, семряга) називають кобеняк, який шиється, як одяг без стану, та носиться в дощову погоду або зимою, як верхня одежа. Називали його так, тому що він шився з сукна гіршої якості, сірого кольору.